# Supercupa Europei 2002
Supercupa Europei 2002 a fost un meci de fotbal din 2002 între Real Madrid și Feyenoord.

## Detalii
| Real Madrid                                   | 3 – 1     | Feyenoord         |
| --------------------------------------------- | --------- | ----------------- |
| Paauwe 15' (o.g.) Roberto Carlos 21' Guti 60' | (Cronică) | van Hooijdonk 56' |

| Real Madrid | Feyenoord |

| REAL MADRID: |    |                     |     |
| |    |                     |     |
| GK | 1  | Iker Casillas       |     |
| RB | 2  | Michel Salgado      |     |
| CB | 4  | Fernando Hierro (c) |     |
| CB | 6  | Iván Helguera       |     |
| LB | 3  | Roberto Carlos      |     |
| DM | 19 | Esteban Cambiasso   | 88' |
| DM | 24 | Claude Makelele     |     |
| RM | 10 | Luís Figo           |     |
| LM | 14 | Guti                | 71' |
| AM | 5  | Zinédine Zidane     | 86' |
| CF | 7  | Raúl                |     |
| Rezerve: |    |                     |     |
| GK | 13 | César Sánchez       |     |
| CM | 8  | Steve McManaman     |     |
| CB | 15 | Raúl Bravo          |     |
| DM | 16 | Flavio Conceição    |     |
| CF | 18 | Javier Portillo     | 71' |
| LB | 21 | Santiago Solari     | 86' |
| CB | 22 | Paco Pavón          | 88' |
| Antrenor: |    |                     |     |
| Vicente del Bosque Omul meciului: Roberto Carlos (Real Madrid) Arbitrii asistenți: Wilson Irvine David Doig Fourth official: Stuart Dougal |    |                     |     |

| FEYENOORD:       |    |                      |     |
|                  |    |                      |     |
| GK               | 1  | Edwin Zoetebier      |     |
| RB               | 23 | Brett Emerton        |     |
| CB               | 2  | Christian Gyan       | 72' |
| CB               | 17 | Patrick Paauwe       |     |
| LB               | 3  | Tomasz Rząsa         |     |
| DM               | 8  | Kees van Wonderen    |     |
| CM               | 6  | Paul Bosvelt (c)     |     |
| MF               | 7  | Bonaventure Kalou    |     |
| MF               | 14 | Shinji Ono           |     |
| CF               | 9  | Pierre van Hooijdonk |     |
| CF               | 10 | Anthony Lurling      |     |
| Rezerve:         |    |                      |     |
| GK               | 31 | Carlo l'Ami          |     |
| DF               | 5  | Ramon van Haaren     |     |
| CM               | 18 | Leonardo dos Santos  |     |
| AM               | 19 | Thomas Buffel        | 72' |
| DF               | 20 | Ferry de Haan        |     |
| DF               | 27 | Civard Sprockel      |     |
| Antrenor:        |    |                      |     |
| Bert van Marwijk |    |                      |     |

| Supercupa Europei 2002   |
| ------------------------ |
| Spania                   |
| Real Madrid Primul titlu |